# SN 2005bo
SN 2005bo – supernowa typu Ia odkryta 17 kwietnia 2005 roku w galaktyce NGC 4708. W momencie odkrycia miała maksymalną jasność 15,30m.